# 南希·里根
南希·戴维斯·里根（英語：Nancy Davis Reagan，1921年7月6日—2016年3月6日），本名安妮·弗朗西斯·羅賓斯（Anne Frances Robbins），美国女演員與前美国第一夫人，是第40任总统罗纳德·里根的夫人。

## 生平
出生於紐約曼克頓的斯隆女子醫院（Sloane Hospital for Women），父親肯尼思·西摩·罗宾斯（Kenneth Seymour Robbins）是一名汽車推銷員，母親伊迪丝·勒基特·戴维斯（Edith Luckett Davis，1888年7月16日-1987年10月26日）是一名百老匯演員，教母是當年的著名影星阿拉·纳济莫娃（Alla Nazimova）。南希是獨生女，父母在她出生後不久即離異，嬰兒時期隨母親在紐約法拉盛居住。稍長後母親因工作關係而奔走各地，把南希放在姊姊家寄養，所以南希的童年是在马里兰州貝塞斯達度過的。
1929年，母親改嫁神經外科醫生洛亞爾·愛德華·戴維斯（Loyal Edward Davis，1896年1月17日-1982年8月19日），接回南希後一家人搬到芝加哥定居。南希與繼父相處得很好，繼父亦於1935年南希14歲時正式領養南希，而南希亦同時把她的法定名字改為南希·戴維斯（Nancy Davis）。南希中學在芝加哥拉丁語女子學校（Girl's Latin School of Chicago）就讀，成績平平，1939年畢業；大學在位於麻省的史密斯學院就讀，主修英語文學及戲劇，1943年畢業。
南西在第一夫人任內著迷占星術，甚至以此占卜改變雷根總統的行程。

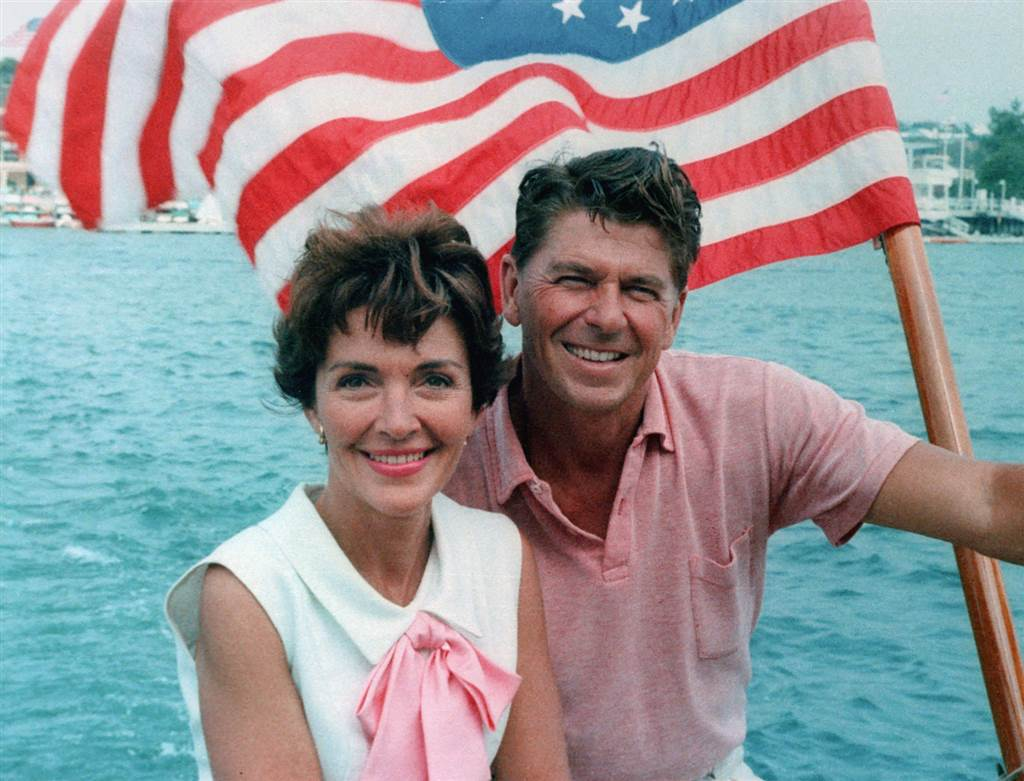
雷根夫婦。1964年攝於加州。

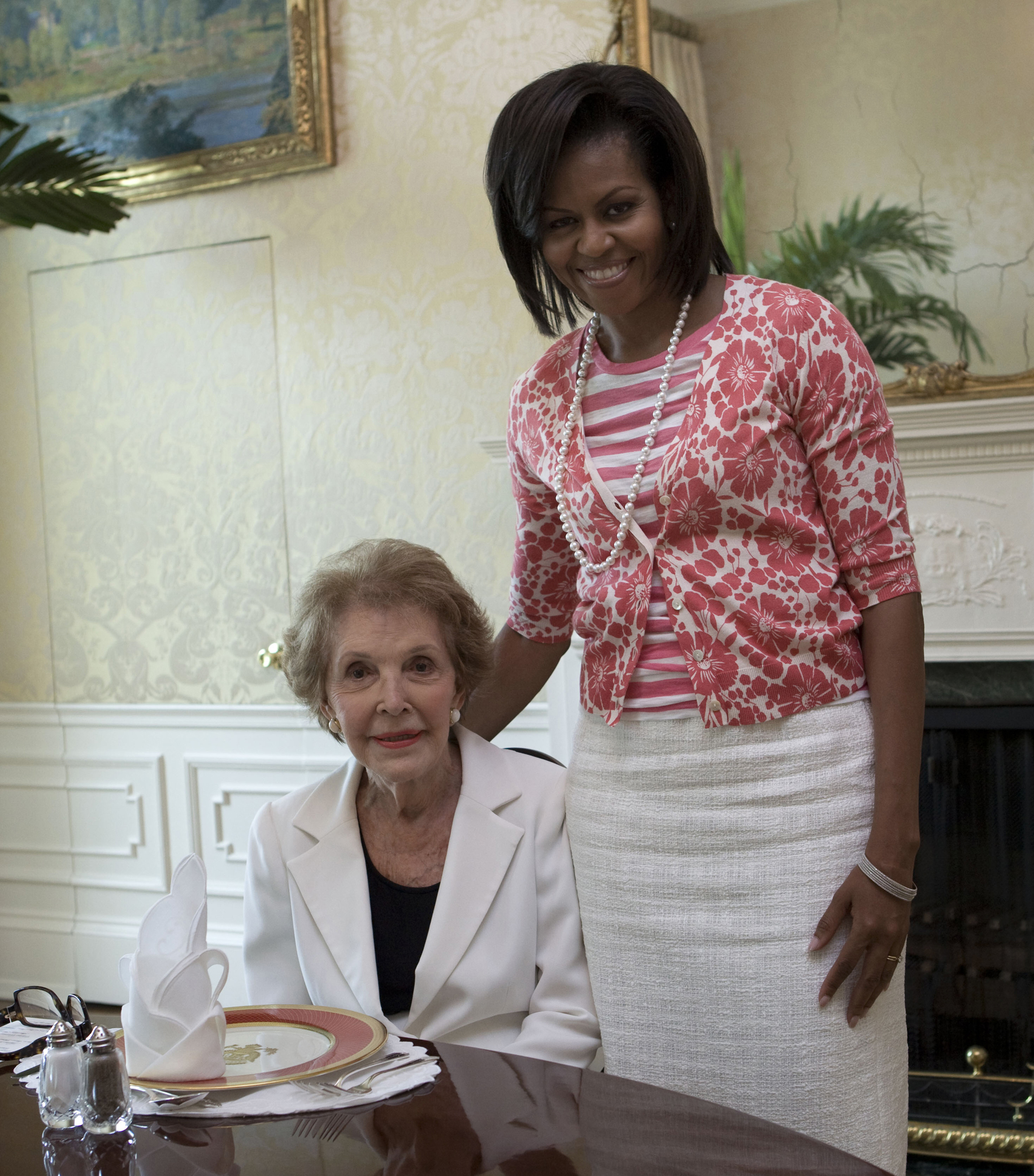
第一夫人米歇爾·奧巴馬在白宮招待訪問前第一夫人南希·里根（2009年6月3日）

2016年3月6日，於洛杉磯家中逝世，終年94歲。

## 影視作品
- The Doctor and the Girl (1949)
- East Side, West Side (1949)
- Shadow on the Wall (1950)
- The Next Voice You Hear... (1950)
- Night Into Morning (1951)
- It's a Big Country (1951)
- Talk About a Stranger (1952)
- Shadow in the Sky (1952)
- Donovan's Brain (1953)
- Rescue at Sea (also known as Crash Landing—1955)
- The Dark Wave (1956)
- Hellcats of the Navy (1957)

## 外部連結
- 白宮網站的介紹
- 《紐約時報》的介紹 （页面存档备份，存于）
- Nancy Davis在互联网电影资料库（IMDb）上的資料（英文）
- 互聯網百老匯資料庫（IBDB）上Nancy Davis的資料（英文）
- 南希·里根在《紐約時報》上的節選新聞及評論
- WorldCat 聯合目錄中南希·里根的著作或與之相關的著作